# Прорыватель минных заграждений
Прорыва́тель ми́нных загражде́ний (ми́нный прорыва́тель) — военное судно повышенной живучести и непотопляемости, предназначавшееся для обеспечения прорыва кораблей, транспортных судов через минные заграждения путём уничтожения мин. Контактные мины минный прорыватель подрывал своим корпусом, неконтактные — воздействием магнитных, акустических, гидродинамических и других физических полей на взрыватели. Минные прорыватели применялись флотами некоторых стран во время Второй мировой войны. С начала 70-х гг. в составе ВМФ не числятся.
Прорыватели минных полей проекта 1256 «Алтайский комсомолец», «Эстонский комсомолец», в начале 1990-х годов, входили в состав 40 Гвардейского дивизиона базовых тральщиков, Минная гавань, г. Таллин.
Система управления прорывами — дистанционная, экипаж покидал судно и оно управлялось с флагмана в УКВ-диапазоне, создавая огромное магнитное поле, равное большому кораблю на скорости приблизительно 30-32 узла.